# Chemin de fer Ottawa Valley
Pour les articles homonymes, voir OVR.
Le chemin de fer Ottawa Valley (OVR) est un chemin de fer Canadien qui exploite 550 kilomètres (332 miles) de rails dans la province de l'Ontario et du Québec. Il appartient à Genesee & Wyoming.

## Histoire
Le chemin de fer débuta ses opérations le 30 octobre 1996 sous les auspices de RaiLink Canada, qui est devenu la propriété de RailAmerica après que celle-ci eut acheté RaiLink en juillet 1999,. Il a été créé pour fonctionner les trains locaux et par l'entremise du Canadien Pacifique . Le 23 juillet 2012, Genesee & Wyoming a annoncé son intention d'acheter RailAmerica dans le cadre d'un accord évalué à 1,39 milliard de dollars. L'approbation de l'achat a été accordée par le US Surface Transportation Board le 19 décembre 2012.
Le OVR opère entre Sudbury et Témiscaming, réduit de sa route originale entre Sudbury et Smiths Falls, avec un embranchement à Témiscaming.
Le changement de route est survenu à cause de sa réduction du trafic sur la voie ferrée et celui du Canadien Pacific. Comme la circulation fut réduite sur les autres routes du CP, ce chemin de fer fut capable de rediriger ses trains sur ses lignes jusqu'à Toronto, et RailAmerica loua cette ligne à l'est de Petawawa vers la fin décembre 2009. Le OVR continua à exploiter la voie entre Sudbury et Témiscaming, et au début d'octobre 2010, RailAmerica et CP en sont venus à une entente avec le OVR pour que ses opérations puissent continuer, et le CP cesserait ses opérations à l'est de Mattawa.
OVR interchange avec le Canadien Pacifique Kansas City à Sudbury et à Cartier, ainsi qu'avec le Canadien National à North Bay, l'Ontario Northland à North Bay, et le Huron Central à Sudbury.
Le chemin de fer transporte 70 000 chargements par an, qui consistent principalement de trafic intermodal, produits chimiques et forestiers.